# René Cardona
René Cardona (La Habana, 8 de octubre de 1905-Ciudad de México, 25 de abril de 1988) fue un director, actor, productor, guionista, argumentista y editor cinematográfico de la época de oro del cine mexicano.

## Biografía
René Cardona nace en La Habana, Cuba el 8 de octubre de 1905. Es en su país natal donde comienza sus estudios de medicina, pero debido a los problemas políticos de la isla en 1926 él y su familia se mudan a Nueva York, donde continúa sus estudios, que acabará teniendo que dejar poco después debido a la crisis económica vivida por su familia. Estando en Estados Unidos traba amistad con el famoso actor Rodolfo Valentino y este le consigue trabajo como extra en varias películas, hasta que en 1929 produjo, escribió, dirigió y protagonizó el primer largometraje hablado en español, hecho en Hollywood: Sombras habaneras. Previamente había hecho lo mismo pero con el cortometraje de 1925 Glorioso vuelo de los aviadores Barberán y Collar. Además tuvo la oportunidad de desarrollarse en diversos cargos, como los de segundo asistente, asesor técnico y primer ayudante de director. Aprende técnica cinematográfica e iluminación y en 1932 se traslada a México, donde debuta como actor  y conoce a Julieta Zacarías, hermana del director Miguel Zacarías. Poco después se casan, y es su esposa quien sería un apoyo fundamental en su carrera dentro del cine mexicano. Filma las películas Mano a mano (1932), dirigida por Ramón Peón, y Sobre las olas (1932), dirigida por Miguel Zacarías. En esta primera etapa como actor participa en tres películas clave del cine mexicano: Marihuana (1936), El baúl macabro (1936) y Allá en el Rancho Grande (1936), que inauguraría oficialmente la época de oro del cine mexicano y convertiría en estrellas a sus protagonistas: Esther Fernández, Tito Guízar, y el propio René.

### Carrera como director en México
Después del éxito de Allá en el Rancho Grande (1936), al año siguiente decide dirigir su primera cinta en México. Esta sería Don Juan Tenorio, que también protagoniza. Aunque no fue un éxito, esto no detuvo a Cardona para realizar sus siguientes proyectos. En dos de ellos, Allá en el rancho chico (1938) y La reina del río (1939), hace debutar  a dos futuras estrellas: Blanca Estela Pavón en la primera y Susana Guízar en la segunda.
Poco después da una de sus primeras oportunidades estelares a Pedro Infante en Jesusita en Chihuahua (1942), y presenta a Germán Valdés Tin Tan  por primera vez en cine en Hotel de verano (1944). En agradecimiento, ambos actores aceptan aparecer juntos por única vez en una película de Cardona: También de dolor se canta (1952).
Su carrera llegó a hacerse tan prolífica que de 1937 a 1986 dirigió más de cien películas, en las cuales dirigió a varias de las más grandes estrellas de México. A fines de los cincuenta realizó dos películas destinadas al público infantil: Pulgarcito (1958) y Santa Claus (1959), que le valieron varios premios internacionales.
En los sesenta y setenta también entraría de lleno a dirigir películas del llamado cine fantástico, en donde dirige a las máximas figuras de este: El Santo,  Blue Demon y Lorena Velázquez. 
En los años setenta produce y dirige tres películas de gran éxito internacional: La isla de los hombres solos (1974), considerada su mejor película como director y basada en la novela de José León Sánchez,  El pequeño Robin Hood (1975), y Supervivientes de los Andes (1976).
Cardona dirige su última cinta en 1982, justo cuando el cine mexicano entraba en su peor etapa con el cine de ficheras.

### Carrera como actor en México
Como actor René también logró prestigio. Fue miembro fundador de la ANDA, estuvo nominado dos veces al premio Ariel y actuó en más de 100 películas, entre las más recordadas de las cuales figuran El secreto del sacerdote (1941), Caballería del imperio (1942), El Peñón de las Ánimas (1943), con Jorge Negrete, María Félix y Carlos López Moctezuma,  El abanico de Lady Windermere (1944),  La barca de oro (1947), Soledad (1947)  con Libertad Lamarque, Cartas marcadas (1948), con Pedro Infante y Marga López, La vorágine (1949) con Armando Calvo y Alicia Caro,  Las tres perfectas casadas (1953) con Arturo de Córdova y Miroslava Stern entre otras. Su carrera la continuó hasta poco antes de su muerte e incluso  actuó en algunas cintas dirigidas por su hijo, René Cardona Zacarías, como La casa que arde de noche (1985).

### Últimos años y muerte
Sus últimas apariciones en pantalla fueron en la teleserie Rosa salvaje y en la película El fiscal de hierro (1989), fue homenajeado en vida por la Cineteca Nacional de México el 15 de diciembre de 1986 y recibió de El Heraldo de México en reconocimiento a sus 52 años de labor cinematográfica en ese mismo año. Falleció en la Ciudad de México el 25 de abril de 1988.

## Filmografía
- Mano a mano (1932)
- Malditas sean las mujeres (1936)
- El baúl macabro (1936)
- El calvario de una esposa (1936)
- Allá en el Rancho Grande (1936)
- Honrarás a tus padres (1937)
- Don Juan Tenorio (1937)
- Mala yerba (1940)
- Con su amable permiso (1940)
- La casa del rencor (1941)
- El secreto del sacerdote (1941)
- El conde de Montecristo (1942)
- El Peñon de las Ánimas (1943)
- Hotel de verano (1944)
- Soy charro de Rancho Grande (1947)
- La barca de oro (1947)
- Soledad (1947)
- Cartas Marcadas (1948)
- La vorágine: abismos de amor (1949)
- Las tres perfectas casadas (1953)
- Mulata (1954)
- Nuevo amanecer (1954)
- As negro (1954)
- La faraona (1956)
- Los hijos de Rancho Grande (1956)
- Pulgarcito (1958)
- Bal de nuit (1959)
- Juana Gallo (1961)
- Santo contra el rey del crimen (1962)
- El barón del terror (1962)
- La Bandida (1963)
- El revólver sangriento (1964)
- La duquesa diabólica (1964)
- El matrimonio es como el demonio (1967)
- Un par de roba chicos (1967)
- Un novio para dos hermanas (1967)
- El día de la boda (1968)
- Un extraño en la casa (1968)
- Operación carambola (1968)
- El pueblo del terror (1970)
- Chanoc en las garras de las fieras (1970)
- Jesús, el niño Dios (1971)
- Zindy, el niño de los pantanos (1973)
- La venganza de la llorona (1974)
- Las víboras cambian de piel (1974)
- El valle de los miserables (1975)
- El pequeño Robin Hood (1975)
- Viaje fantástico en globo (1975)
- La folle de Chaillot (1976)
- Prisión de mujeres (1977)
- La casta divina (1977)
- El Llanto de los Pobres (1978)
- Ciclón (1978)
- The Children of Sanchez (1978)
- Crónica roja (1979)
- Verano salvaje (1980)
- La furia de los karatecas (1982)
- La banda de la sotana negra (1983)
- La casa que arde de noche (1985)
- ¡Maten al fugitivo! (1986)
- Viva la risa II (1989)

## Reconocimientos

### Premios Ariel
| Año  | Categoría             | Película          | Resultado |
| ---- | --------------------- | ----------------- | --------- |
| 1955 | Coactuación masculina | ¡Que seas feliz!  | Nominado  |
| 1957 | Coactuación masculina | Un nuevo amanecer | Nominado  |

### San Francisco International Film Festival (Golden Gate award)
| Año  | Categoría                      | Película    | Resultado |
| ---- | ------------------------------ | ----------- | --------- |
| 1959 | Best International Family Film | Santa Claus | Ganador   |